# Batalha de Stralsund (1807)
A Batalha de Stralsund teve lugar entre 30 de janeiro e 24 de agosto de 1807, onde as tropas do Primeiro Império Francês trataram de capturar a cidade portuária de Stralsund da guarnição de 15 mil soldados suecos sob o comando do Tenente General Hans Henric von Essen. Durante o primeiro intento, o Marechal Édouard Adolphe Casimir Joseph Mortier bloqueou a cidade por dois meses antes de ser chamado a outra localização. Na sua ausência, os suecos puderam repelir o que era uma força de bloqueio inferior. Logo que Mortier regressou e voltou a empurrar as tropas de Essen, os dois grupos rapidamente acordaram um armistício. A trégua foi repudiada mais adiante pelo Rei Gustavo IV Adolfo da Suécia, contra o Marechal Guillaume Marie Anne Brunne, que liderou 40 mil soldados franceses, alemães, espanhóis, italianos e holandeses contra a fortaleza. Assustados por sua vasta inferioridade numérica, os suecos abandonaram o porto do Mar Báltico de Stralsund nas mãos da aliança durante a Guerra da Quarta Coligação, parte das Guerras Napoleônicas. Como consequência disso, a Suécia também perdeu a ilha próxima de Rügen.

## Prelúdio
A Suécia tinha se estabelecido em Stralsund desde a Batalha de Stralsund de 1628, e no resto do Ducado da Pomerânia desde a assinatura do Tratado de Estetino (1630). Para o momento da assinatura da Paz de Vestfália (1648) e o Tratado de Estetino, o ducado foi partido em um setor sueco, que incluía a Stralsund, e uma parte Bradenburguesa-prussiana. Depois de ter sofrido modestas perdas no Tratado de Saint-Germain-en-Laye (1679), a Pomerânia Sueca se viu reduzida à área norte do rio Peene com Greifswald, Stralsund e Rügen no Tratado de Estocolmo em 1720.
Quando Napoleão Bonaparte começou a expandir até o Leste durante as Guerras Napoleônicas, o Reino da Suécia, inicialmente, manteve uma posição neutra. Não obstante, em 1805, Gustavo IV Adolfo entrou na Guerra da Terceira Coligação no lado contrário aos franceses, principalmente para tomar a Noruega dos aliados dinamarqueses de Napoleão. Suas ambições noruegesas se viram frustradas devido às várias derrotas militares e diplomáticas.